# Ondřej Šmach
Ondřej Šmach (* 21. července 1986, Hodonín) je český hokejový obránce působící v týmu HC Nové Zámky.
Ondřej začínal s hokejem v týmu HC Krokodýli Brno, do extraligy nastoupil poprvé v sezóně 2004/05 v týmu HC Znojemští Orli.
Ondřej Šmach se účastnil třikrát mistrovství světa, jednou se účastnil mistrovství světa do 18 let v roce 2004 kde získal bronzovou medaili a dvakrát se účastnil mistrovství světa do 20 let, 2005 třetí místo a 2006 šesté místo.
Od roku 2013 do roku 2015 působil v týmu HC Energie Karlovy Vary.
Sezónu 2015–16 odehrál v slovenské extralize za HC 05 Banská Bystrica, se kterou vybojoval stříbrné medaile.
Pak přestoupil do HC Košice, kde se v sezóně 2016–17 stal nejlepším hráčem v plusových bodech celé extraligy (+39).